# Femeie cu haină purpurie
Femeie în haină purpurie sau Haina purpurie (în franceză Femme au manteau violet) este o pictură în ulei pe pânză realizată în 1937 de artistul francez Henri Matisse. Pictura o înfățișează pe asistenta lui Matisse, Lydia Delectorskaya⁠(d). Această pictură este un exemplu al stilului decorativ matur al lui Henri Matisse. Matisse își înfățișează modelul, Lydia Delectorskaya, într-o  ținută exotică marocană, înconjurată de un complex de desene abstracte și culori exotice. Acesta este un exemplu al unuia dintre ultimele grupuri de picturi în ulei din cariera lui Matisse, în 1950 a încetat să picteze picturi în ulei în favoarea creării de decupaje de hârtie.